# Tal Flicker
Tal Flicker (in ebraico טל פליקר‎?; Herzliya, 28 maggio 1992) è un judoka israeliano, vincitore della medaglia di bronzo ai mondiali del 2017.

## Palmarès
- Mondiali

Budapest 2017: bronzo nei 66 kg.
- Europei

Tel Aviv 2018: bronzo nei 66 kg.
Praga 2020: argento nei 66 kg.

### Vittorie nel circuito IJF
| Data            | Località  | Paese               | Categoria  |
| --------------- | --------- | ------------------- | ---------- |
| 10 marzo 2017   | Baku      | Azerbaigian         | Grand Slam |
| 16 giugno 2017  | Cancún    | Messico             | Grand Prix |
| 26 ottobre 2017 | Abu Dhabi | Emirati Arabi Uniti | Grand Slam |
| 27 luglio 2018  | Zagabria  | Croazia             | Grand Prix |
| 29 marzo 2019   | Tbilisi   | Georgia             | Grand Prix |